# 塩川幸太

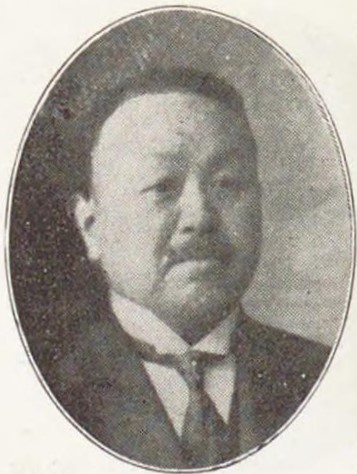
塩川幸太

塩川 幸太（しおかわ こうた、1864年4月8日〈元治元年3月3日〉 - 1936年〈昭和11年〉1月21日）は、日本の実業家、政治家。佐久銀行頭取。衆議院議員（長野県郡部選出、当選1回）。勲四等。族籍は長野県平民。

## 来歴
信濃国佐久郡森山村（現・長野県小諸市）生まれ。塩川仁助の長男。郡会議員、県会議員に選ばれる。1915年（大正4年）の第12回衆議院議員総選挙に出馬し当選する。立憲政友会に所属。実業界では佐久銀行頭取、長野農工銀行取締役、長野貯蓄銀行監査役などをつとめる。

## 人物
1883年、家督を相続する。住所は長野県北佐久郡三岡村。

## 家族・親族
塩川家
塩川家は代々農業を営む。
- 父・仁助（長野平民）[2]
- 母・ぢん（1846年 - ?、長野、塩川幸次郎の姉）[2]
- 妻・よふ（1865年 - ?、長野、小山代吉の長女）[4][6]
- 長男・政巳[6]（1893年 - ?、佐久銀行頭取）
  - 同妻（1900年 - ?、長野、吉川芳太郎の四女）[4]
- 長女・いそ（1887年 - ?、長野、小山勝治の長男万吾の妻）[4]
- 二女・きん（1890年 - ?、長野、吉川芳太郎の長男亮夫の妻）[4]
- 三女・三千代（1900年 - ?、斎藤和三郎の妻）[4]
- 孫[4]

親戚
- 叔父・塩川幸次郎（佐久銀行監査役）[2]
- 弟・塩川三四郎[4]（藝備銀行頭取）
- 二女・きんの夫の父・吉川芳太郎（酒造業、長野県多額納税者）
- 二女・きんの夫（娘婿）・吉川亮夫（衆議院議員）